# Bruant de Zapata
Torreornis inexpectata
Genre
Espèce
Statut de conservation UICN

 NT B1ab(i,ii,iii,v) : Quasi menacé

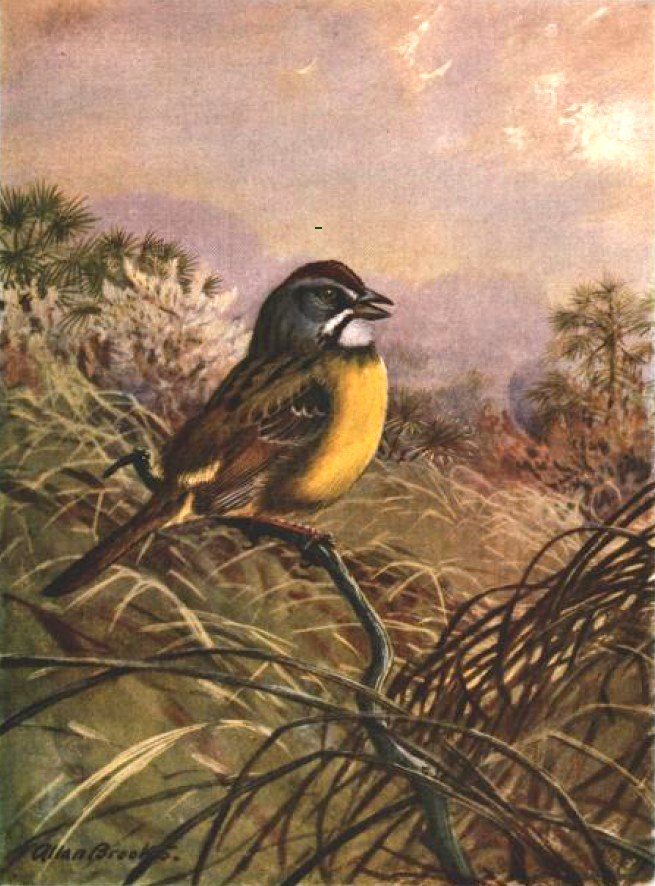
Dessin d'un Bruant de Zapata par Allan Brooks, publié en 1928 chez Thomas Barbour dans The Auk.

Le Bruant de Zapata (Torreornis inexpectata) est une espèce de passereau de la famille Passerellidae. C'est la seule espèce du genre Torreornis.
Cet oiseau est endémique de Cuba. Il fréquente notamment le marais de Zapata.

### EspèceTorreornis inexpectata
- (en) Congrès ornithologique international : Torreornis inexpectata dans l'ordre Passeriformes
- (en) Zoonomen Nomenclature Resource (Alan P. Peterson) : Torreornis inexpectata  dans Emberizidae
- (en) Catalogue of Life : Torreornis inexpectata Barbour & J. L. Peters, 1927 (consulté le 17 décembre 2020)
- (fr + en)  Avibase : Torreornis inexpectata Barbour et J.L.Peters, 1927 (+ répartition) (consulté le 26 avril 2016)
- (fr + en) ITIS : Torreornis inexpectata  Barbour et J. L. Peters, 1927
- (en) Animal Diversity Web : Torreornis inexpectata
- (en) UICN : espèce Torreornis inexpectata Barbour et J.L.Peters, 1927 (consulté le 16 mai 2015)
- (en) Fonds documentaire ARKive : Torreornis inexpectata